# 하마우즈 마사시
하마우즈 마사시(일본어: 浜渦 正志, 1971년 9월 20일 ~ )는 일본의 작곡가, 피아니스트, 작사가이다. 1996년부터 2010년까지 스퀘어 에닉스에서 근무하며 《초코보의 불가사의 던전》으로 데뷔하였으며 《파이널 판타지》와 《사가》 시리즈의 곡을 썼다. 2004년 우에마쓰 노부오가 스퀘어 에닉스를 떠나자 수석 작곡가를 맡았다. 2010년 퇴사하여 모노뮤직(MONOMUSIK) 스튜디오를 세웠다.